# Evangelische Kirche (Hoffenheim)

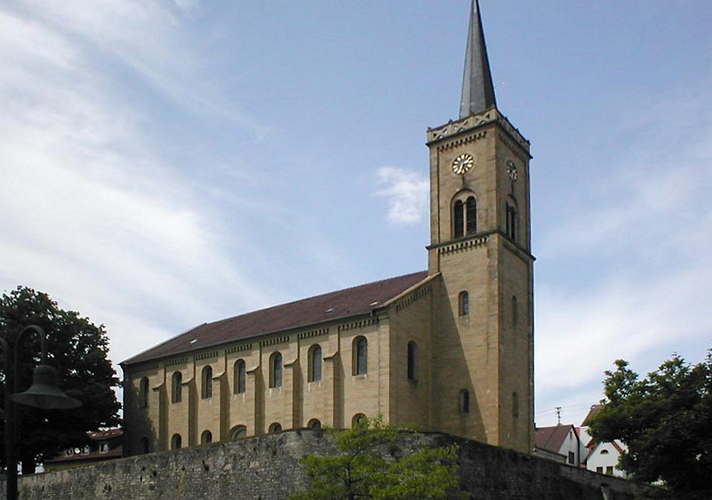
Evangelische Kirche in Hoffenheim

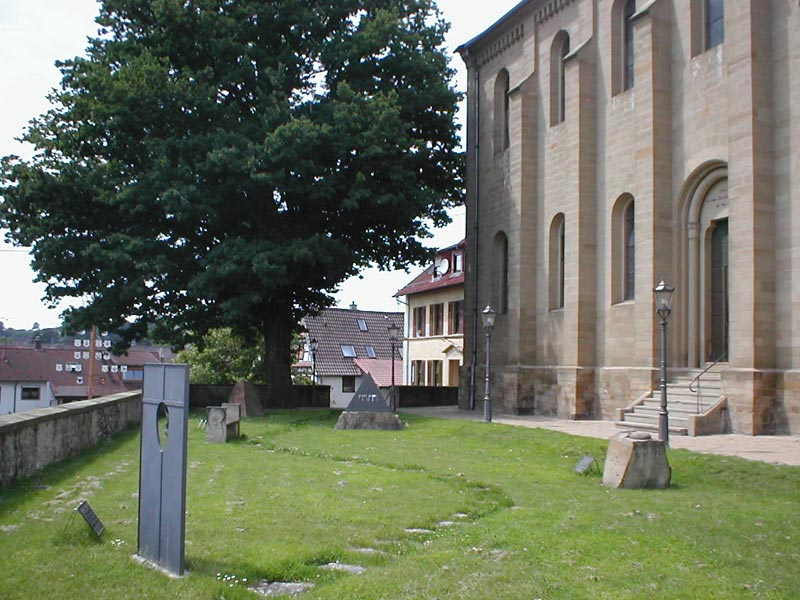
Vater-Unser-Skulpturengarten

Die Evangelische Kirche in Hoffenheim, einem Stadtteil der Großen Kreisstadt Sinsheim im Rhein-Neckar-Kreis im nördlichen Baden-Württemberg, wurde 1841 in der Dorfmitte am Standort einer baufälligen Kirche aus dem Jahr 1731 errichtet. Bei der Kirche stehen das alte Pfarrhaus und ein moderner Vater-Unser-Skulpturengarten. Etwas entfernt wurde in den 1890er Jahren ein neues Pfarrhaus erbaut.
Am 27. Juli 1885 wurde der Theologe Georg Ziegler hier von dem Pfarrer Schück zum Missionar ordiniert.

## Orgel

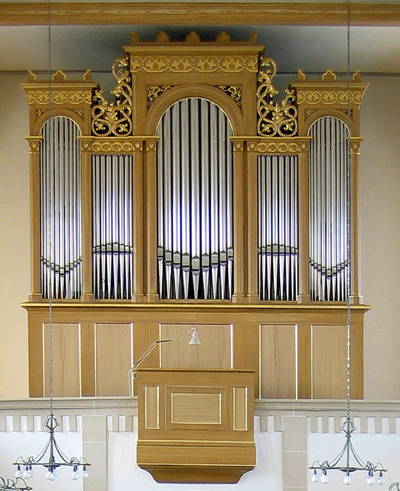
Orgel

In der Kirche hat sich eine Orgel von Eberhard Friedrich Walcker von erhalten (1846, op. 62). Sie gilt als wichtiges Zeugnis der Frühromantik. Das mechanische Kegelladeninstrument wurde zuletzt 2011/12 durch Orgelbau Lenter restauriert. Die Disposition lautet:
| I Hauptwerk C–f3 |                |        |
| 1.               | Salicional     | 16′    |
| 2.               | Principal      | 8′     |
| 3.               | Viola di Gamba | 8′     |
| 4.               | Gedekt         | 8′     |
| 5.               | Flöte          | 8′     |
| 6.               | Quint          | 5 1⁄3′ |
| 7.               | Octav          | 4′     |
| 8.               | Rohrfloete     | 4′     |
| 9.               | Traversfloete  | 4′     |
| 10.              | Octav          | 2′     |
| 11.              | Mixtur IV      | 2 ⁄3′  |
| 12.              | Trompete       | 8′     |

| II Hinterwerk C–f3 |               |       |
| 13.                | Principal     | 8′    |
| 14.                | Holzharmonika | 8′    |
| 15.                | Gedekt        | 8′    |
| 16.                | Dolce         | 8′    |
| 17.                | Spitzfloete   | 4′    |
| 18.                | Flúte d’amour | 4′    |
| 19.                | Nasard        | 2 ⁄3′ |
| 20.                | Flautino      | 2′    |
| 21.                | Physharmonika | 8′    |

| Pedal C–c1 |                |     |
| 22.        | Subbass        | 16′ |
| 23.        | Violonbass     | 16′ |
| 24.        | Octavbass      | 8′  |
| 25.        | Violoncellbass | 8′  |
| 26.        | Floetenbass    | 4′  |
| 27.        | Posaune        | 16′ |

- Koppeln: II/I, I/P
- Schwelltritt Physharmonika

## Glocken
Vor dem Ersten Weltkrieg bestand das Geläut in Hoffenheim aus vier Glocken. Eine Glocke war 1766 bei Paulus Strobel in Speyer gegossen worden, eine zweite 1780 bei Anselm Franz Speck in Heidelberg, eine dritte 1806 bei dessen Sohn Lucas Speck. Die vierte Glocke von 1864 war der Umguss einer 1720 gestifteten Glocke. Im Ersten Weltkrieg mussten drei der Glocken zu Rüstungszwecken abgeliefert werden, nur die Strobel-Glocke von 1766 verblieb in der Kirche. Dank der Spenden von nach Amerika ausgewanderten Hoffenheimern konnte 1920 ein neues Viergeläut bei der Glockengießerei Bachert in Karlsruhe gegossen werden, woraufhin man die alte Glocke außer Dienst stellte. Die vier Bronzeglocken von 1920 hatten die Schlagtöne fis‘, ais‘, cis‘‘ und dis‘‘, Durchmesser von 60 bis 110 cm und Gewichte von 145 bis 765 kg. Diese neuen vier Glocken mussten jedoch schon im Zweiten Weltkrieg wieder abgeliefert werden, so dass danach die Glocke von 1766 wieder zum Gottesdienst rief, bevor 1951 abermals ein neues Geläut beschafft wurde; die Glocke von 1766 wurde daraufhin nach Boxberg-Uiffingen verkauft, wo sie heute in der katholischen Kirche hängt. Die vier Glocken von 1951 haben die Schlagtöne f′, g′, b′ und c′′, wurden bei Bachert in Kochendorf (Bad Friedrichshall) gegossen, haben Durchmesser von 77 bis 119 cm und sind 269 bis 931 kg schwer. Die beiden größeren schaffte die evangelische Gemeinde an, der Tabakbauverein Hoffenheim und die Familie Fr. W. Engelhardt stifteten die kleineren. 2003 ergänzte man das Geläut um eine fünfte, bei Bachert in Bad Friedrichshall gegossene Glocke mit dem Schlagton d‘‘, einem Durchmesser von 72,4 cm und einem Gewicht von 235 kg.